# Fonderie Darling
La Fonderie Darling, centre d'arts visuels, a été fondée en 2002 dans le quartier Cité du Multimédia à Montréal. Installé dans une ancienne fonderie, le centre a pour mission de soutenir la création, la production et la diffusion d'œuvres d'arts visuels par l'organisation d'expositions, de résidence et la mise à disposition d'ateliers d'artistes au sein de son bâtiment.

## Description

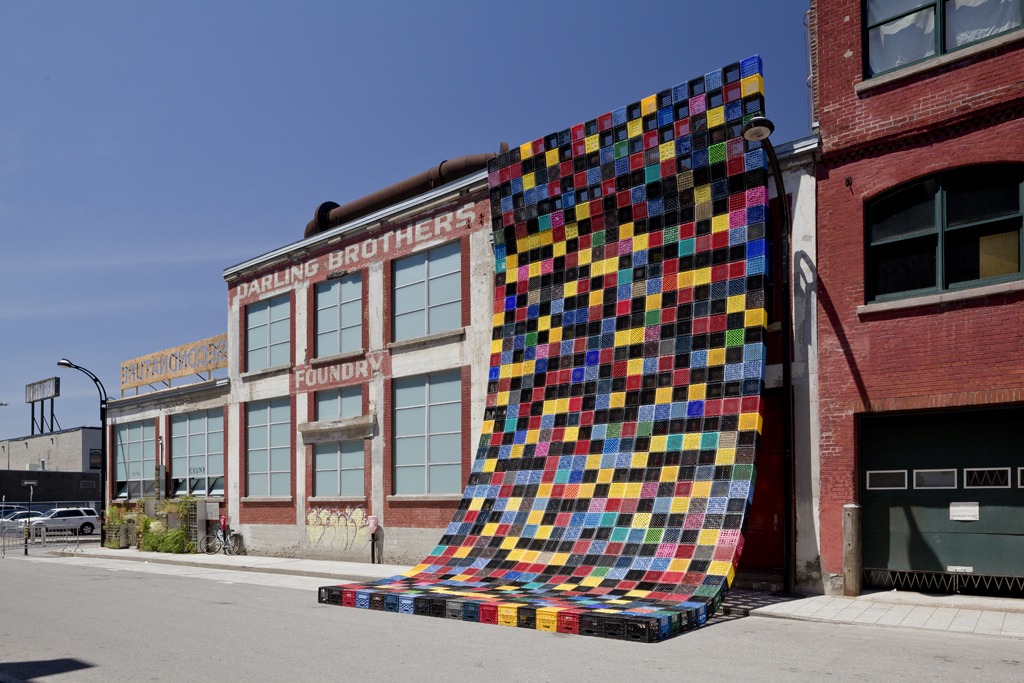
Vue du coin rue Ottawa et rue Queen avec l'œuvre Courte-Pointe de Philippe Allard et Justin Duchesneau.

Fondé en 1993, Quartier Éphémère a pour mission d'investir les édifices industriels abandonnés de Montréal par des œuvres d'art temporaires, dans le but de sensibiliser le public à cet héritage alors peu reconnu. Parmi ses projets, on retrouve celui de la Fonderie Darling, ancienne usine de métallurgie. L'association a ainsi sauvé deux bâtiments, soit 3 500 m2, du quartier du Faubourg des Récollets, voués à la démolition en les transformant en lieu artistique. Le Centre d'Arts Visuels la Fonderie Darling a d'abord ouvert les portes de ses aires d'exposition en 2002, puis quatre ans plus tard, a inauguré dans le second bâtiment les douze ateliers d'artistes. Le bâtiment est notamment classé comme Immeuble de valeur patrimoniale exceptionnelle au Grand répertoire du patrimoine bâti de Montréal. Sa transformation d'une fonderie à un centre d'art a été l’une des premières réussites de recyclage du patrimoine industriel.

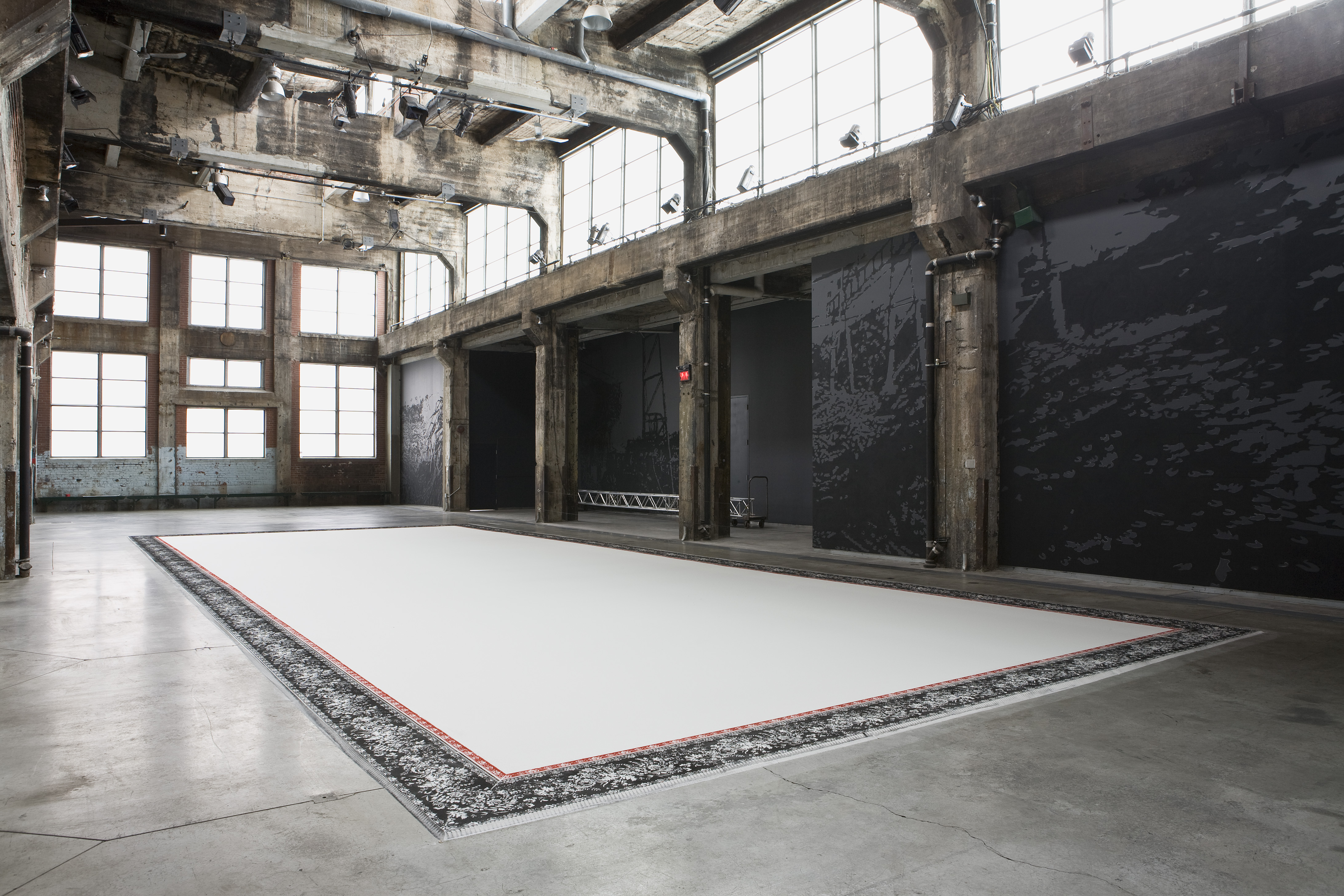
Intérieur de la Fonderie Darling avec l'œuvre "Tapis de Sucre 3" de Aude Moreau.

Les projets soutenus par la Fonderie Darling sont souvent d'inspiration technologique, ouverts à de multiples possibilités et toujours expérimentaux. Quartier Éphémère et la Fonderie Darling prouvent ainsi qu'en tant que moteurs culturels et artistiques ils contribuent à la vitalité économique du quartier et de la ville.
Fondatrice de Quartier éphémère, Caroline Andrieux en assume la direction jusqu'en 2024.

## Histoire
La fonderie est construite en 1880 par les Frères Darling (Darling Brothers), fils de Thomas Darling, commerçant écossais arrivé au Canada en 1856, dans le but de répondre à la demande de métal pour la machinerie, la construction navale et l'industrie ferroviaire. Le complexe agrandi en 1888 et 1918 contenait 4 édifices et était le deuxième en importance à Montréal. Profitant de la construction de gratte-ciel, l'entreprise se spécialise dans les ascenseurs. Elle atteint sa pleine capacité en 1970 et employait 800 personnes. Achetée par la Pumps & Softener Company en 1971, la fonderie ferme définitivement ses portes en 1991.
En 2001, la ville de Montréal désigne la Fonderie Darling comme édifice patrimonial et autorise Quartier Éphémère à occuper les lieux à la condition que s'y tiennent des événements et que les immeubles soient entretenus. Après avoir rassemblé une somme de 4 millions de dollars pour mener à bien sa réhabilitation à travers une combinaison de soutien financier des gouvernements provincial et fédéral, et de partenaires privés, la Fonderie Darling en tant qu'un centre d'arts visuels ouvre en deux phases distinctes: en 2002, le bâtiment public dédié à la présentation des expositions, et en 2006, le bâtiment privé d'ateliers d'artistes.
3 500 m2 sont dédiés aux expositions d'arts visuels, aux résidences d'artistes et aux ateliers. Ainsi, le Festival Chromatic s'y est tenu en 2013.